# Ernst-Abbe-Hochschule Jena

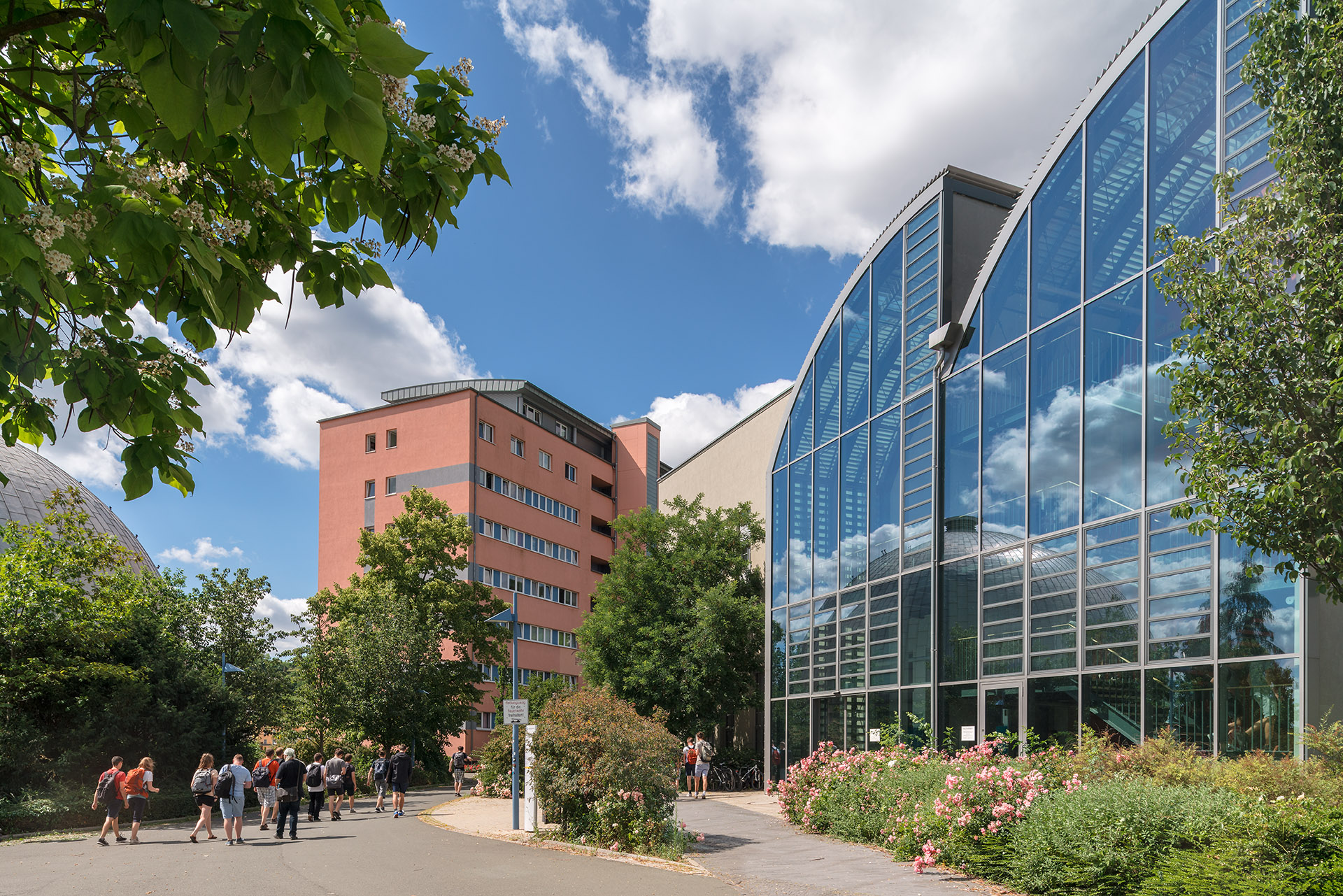
Campusansicht der Ernst-Abbe-Hochschule Jena (Haus 4 und Wohnheim)

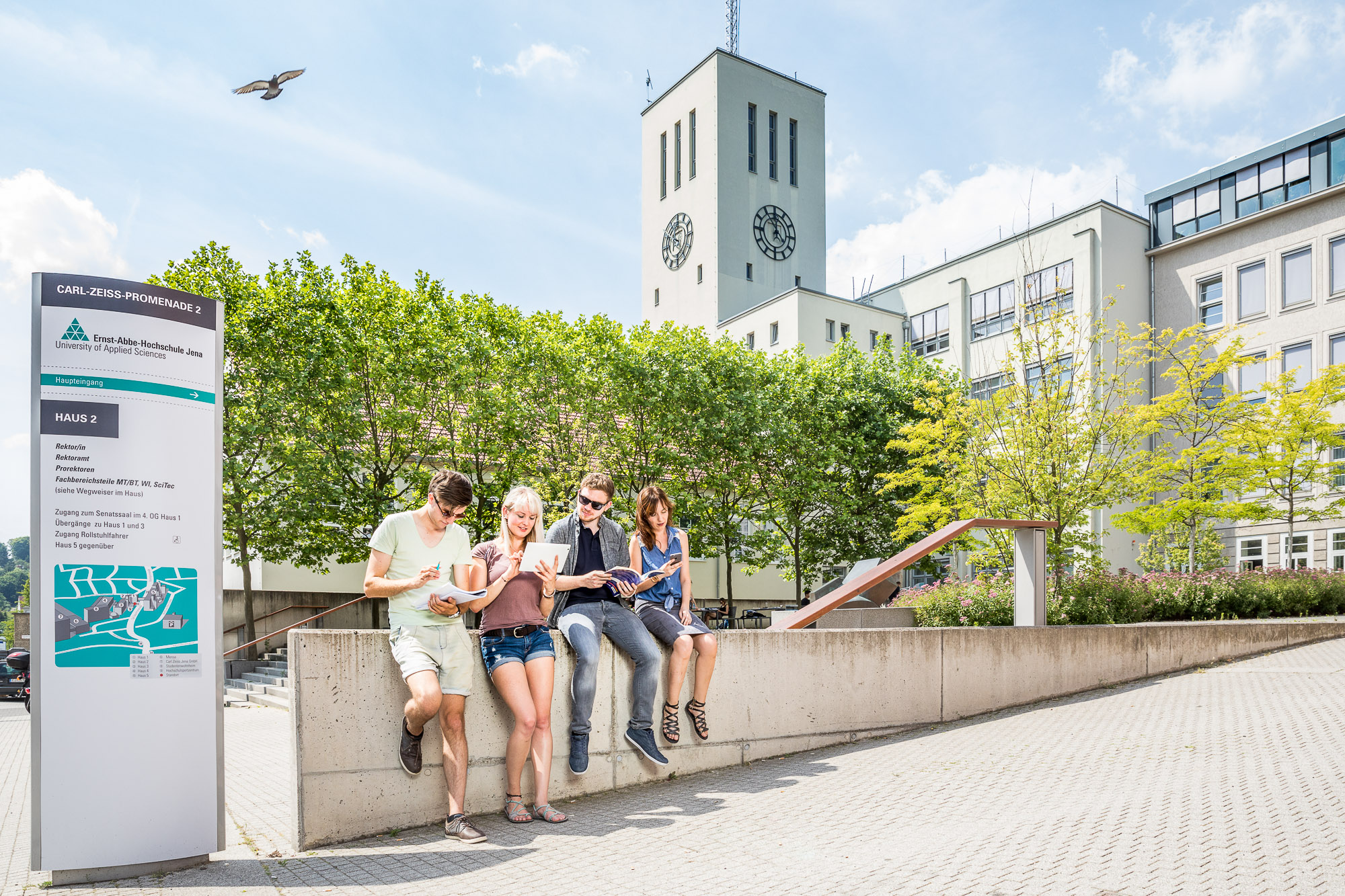
Campusansicht der Ernst-Abbe-Hochschule Jena (Haus 2 und Haus 3)

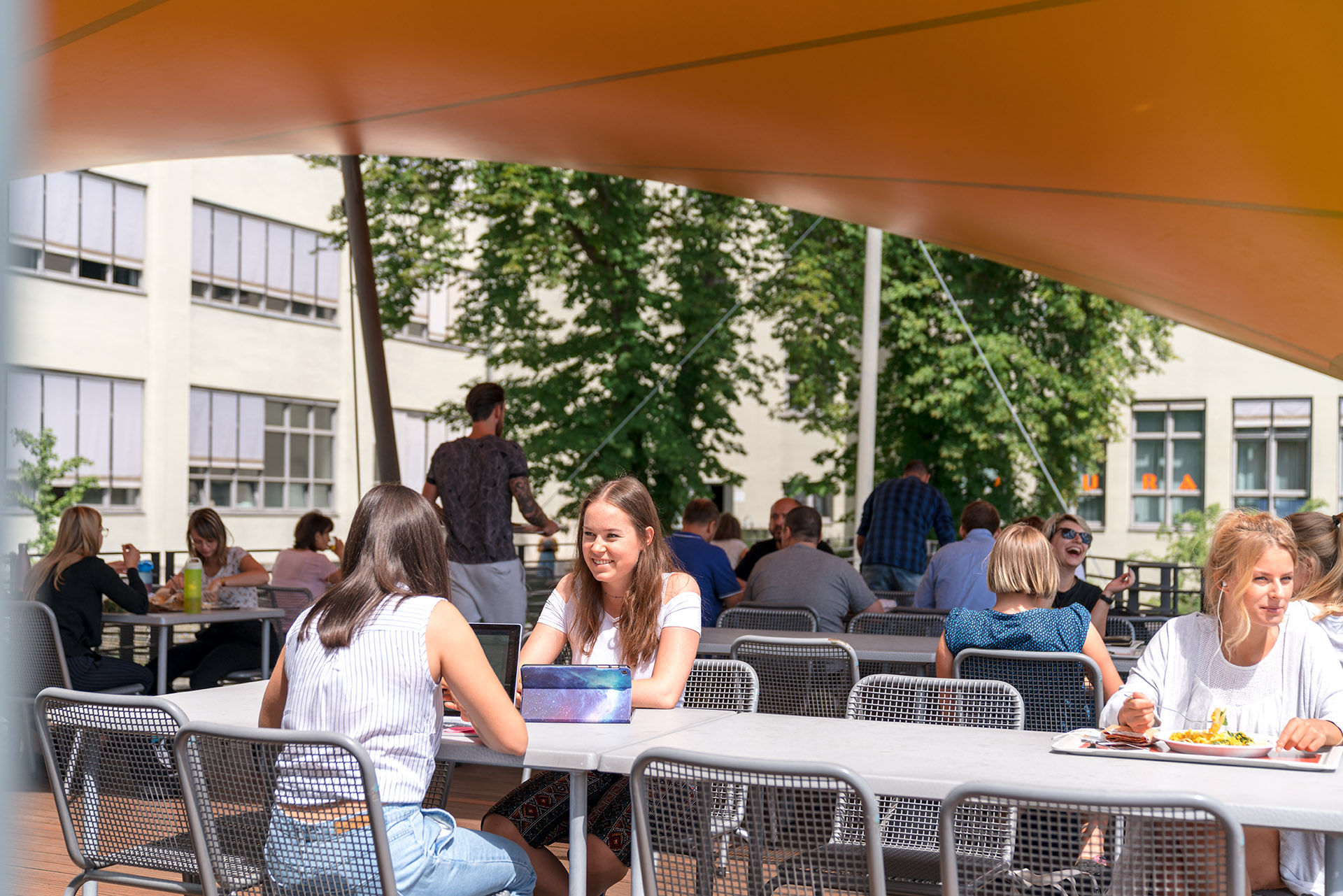
Cafeteria des Studierendenwerks Thüringen an der Ernst-Abbe-Hochschule Jena

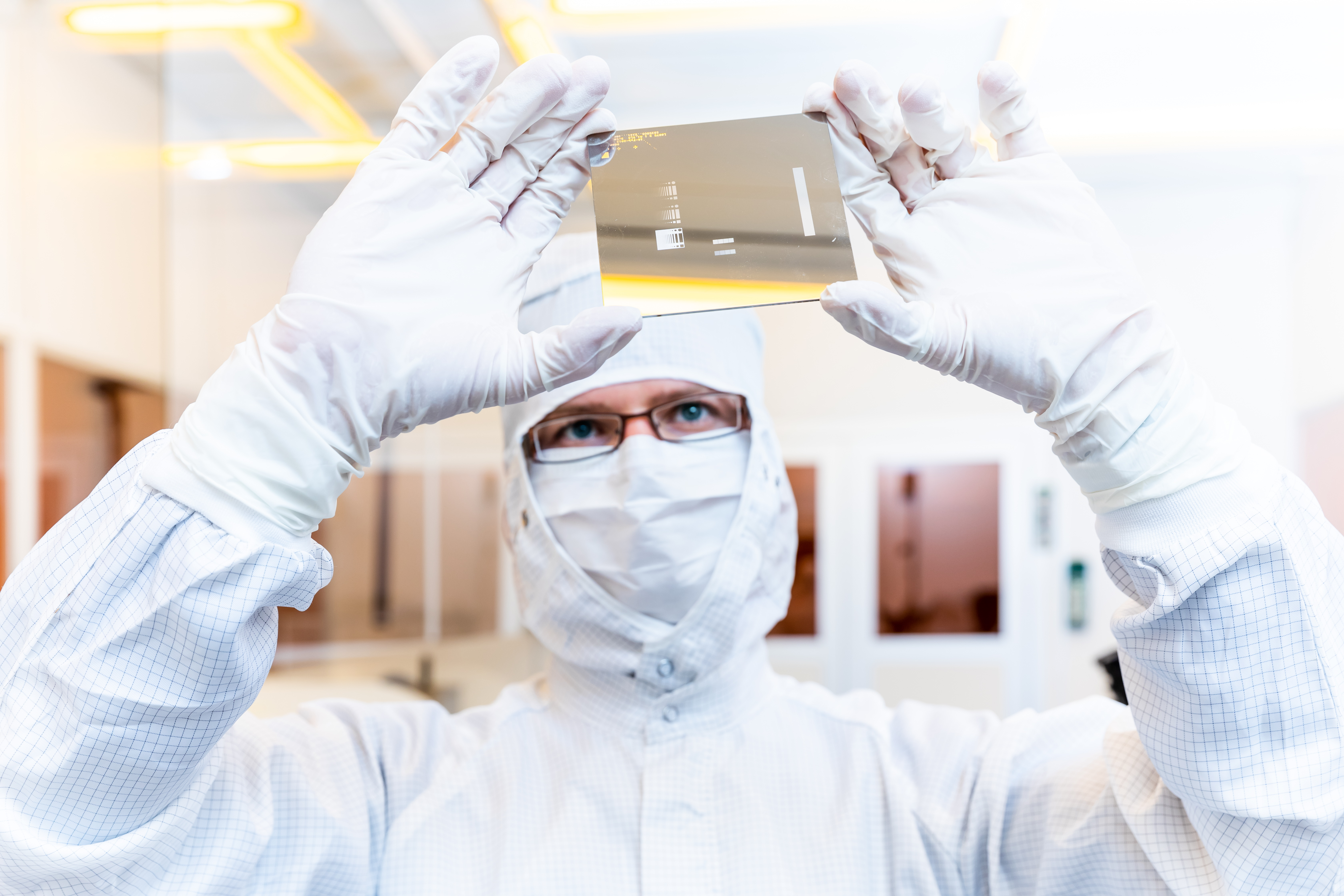
Forschende Person im Reinraum

Die Ernst-Abbe-Hochschule Jena (kurz: EAH Jena) wurde am 1. Oktober 1991 als Fachhochschule Jena gegründet und war eine der ersten Fachhochschulen in den neuen Bundesländern. Seit dem Sommersemester 2012 trägt sie den Namen des in Jena aktiv gewesenen Wissenschaftlers, Unternehmers und Sozialreformers Ernst Abbe. Der Slogan der Hochschule lautet: BEFÄHIGEN, BEWEGEN, GESTALTEN – GEMEINSAM.

## Geschichte
Während der Studienbetrieb im Wintersemester 1991 mit 272 Studenten begann, sind derzeit etwa 4300 Studierende an der EAH Jena eingeschrieben. Nach umfassender Sanierung und Neugestaltung befinden sich seit Ende des Jahres 2001 alle Fachbereiche, die Hochschulverwaltung sowie die Hochschulbibliothek mit integrierter Patent- und Recherchestelle am Campus in der Carl-Zeiss-Promenade in Jena.
Im Sommersemester 2012 wurde die Fachhochschule Jena in Ernst-Abbe-Fachhochschule – Hochschule für angewandte Wissenschaften umbenannt. Aufgrund einer Neuerung im Thüringer Hochschulgesetz folgte im Oktober 2014 eine weitere Namensänderung in Ernst-Abbe-Hochschule Jena.

## Studienangebot
Die Ernst-Abbe-Hochschule Jena bietet etwa 50 Bachelor- und Masterstudiengänge in den Bereichen Technik, Wirtschaft, Soziales und Gesundheit an.
Die Studiengänge sind den folgenden neun Fachbereichen zugeordnet:
- Betriebswirtschaft
- Elektrotechnik und Informationstechnik
- Grundlagenwissenschaften
- Maschinenbau
- Medizintechnik und Biotechnologie
- Gesundheit und Pflege
- SciTec
- Sozialwesen
- Wirtschaftsingenieurwesen

## Forschung, Entwicklung und Transfer
Der Forschungs- und Entwicklungsbereich der EAH Jena beinhaltet vier Forschungsschwerpunkte:
- Präzisionssysteme
- Technologien und Werkstoffe
- Gesundheit und Nachhaltigkeit
- Digitalisierung

## Internationales
Die EAH Jena kooperiert weltweit mit zahlreichen Hochschulen und Forschungseinrichtungen.

## Graduierten- und Absolventenförderung
Interessierte Studierende haben an der EAH Jena die Möglichkeit eines kooperativen Promotionsvorhabens. Hierzu bestehen vertragliche Vereinbarungen mit diversen Hochschulen. Jährliche Alumni-Treffen der Fachbereiche dienen dem fachlichen Austausch und Knüpfen von Kontakten in der jeweiligen Branche.

## Campus
Der Campus der EAH Jena befindet sich in unmittelbarer Nähe der Carl Zeiss AG. Die 5 Hauptgebäude wurden ursprünglich in den 1930er Jahren als Teil des Zeiss-Werks erbaut. Der historische industrielle Stil wurde bei der Umnutzung zur Hochschule erhalten, und unter Gesichtspunkten wie Zugänglichkeit für Menschen mit Behinderung erweitert.
Nach der Sanierung des letzten Gebäudes im Oktober 2008 verfügt der 26.000 m² große Campus über insgesamt 1.500 Räume – darunter sieben Hörsäle und 124 Labore. Das Studierendenwerk Thüringen betreibt auf dem Gelände die Mensen Carl-Zeiss-Promenade und Moritz-von-Rohr-Straße sowie ein Wohnheim. Die Bibliothek der Hochschule umfasst ca. 300.000 Bücher, Videos und CDs. Seit Juni 1999 verfügt die Ernst-Abbe-Hochschule Jena über eine eigene klimatologische Messstation. Seitdem wird das lokale Klima registriert und kann im Internet abgerufen werden.